# Plusia alepica
Plusia alepica là một loài bướm đêm trong họ Noctuidae.